# Anthony Black (Basketballspieler)
Anthony Black (* 20. Januar 2004 in Irving (Texas)) ist ein US-amerikanischer Basketballspieler.

## Werdegang
Black spielte als Jugendlicher zunächst Baseball, dann Fußball, American Football und schließlich Basketball. Er war im US-Bundesstaat Texas Schüler der Coppell High School, später der Duncanville High School.
In der Saison 2022/23 war er Mitglied der Basketballmannschaft der University of Arkansas und innerhalb dieser zweitbester Korbschütze (12,8 Punkte je Begegnung) und mit durchschnittlich 3,9 Vorlagen je Begegnung bester Korbvorbereiter. Er machte sich des Weiteren durch seine Stärken in der Verteidigung einen Namen.
Seinen Entschluss, die Hochschule nach einem Spieljahr zu verlassen und ins Profigeschäft zu wechseln, gab Black im April 2023 bekannt. Ihm wurde in mehreren Ranglisten vorhergesagt, beim Draftverfahren der National Basketball Association (NBA) im Juni 2023 als einer der ersten zehn Spielern ausgewählt zu werden. Die Orlando Magic sicherten sich an sechster Stelle des Auswahlvorgangs die Rechte an Black. Seine erste NBA-Spielzeit verlief durchwachsen, Blacks Einsatzzeit sank ab März 2024 deutlich. Er stand 2023/24 in insgesamt 71 Spielen auf dem Feld, in seinen 69 Hauptrundensätzen erzielte der Aufbauspieler im Durchschnitt 4,6 Punkte je Begegnung.

### Nationalmannschaft
2022 gewann er in Mexiko mit der U18-Nationalmannschaft der Vereinigten Staaten die Amerikameisterschaft dieser Altersklasse.

### Familie
Seine Mutter Jennifer Black spielte Fußball in der NCAA, Vater Terry Black stand als Berufsbasketballspieler unter anderem bei den deutschen Bundesligisten EWE Baskets Oldenburg und Telekom Baskets Bonn unter Vertrag. Ab dem Alter von zehn Monaten lebte Anthony Black in Deutschland und sprach als Kind fließend deutsch. Nach der Trennung seiner Eltern wuchs er bei seiner Mutter auf.

## Karriere-Statistiken

### NBA

#### Hauptrunde
| Saison  | Team    | GP | GS | MPG  | FG % | 3P % | FT % | RPG | APG | SPG | BPG | PPG |
| ------- | ------- | -- | -- | ---- | ---- | ---- | ---- | --- | --- | --- | --- | --- |
| 2023–24 | Orlando | 69 | 33 | 16.9 | .466 | .394 | .613 | 2.0 | 1.3 | 0.5 | 0.3 | 4.6 |
| Gesamt  | Gesamt  | 69 | 33 | 16.9 | .466 | .394 | .613 | 2.0 | 1.3 | 0.5 | 0.3 | 4.6 |

#### Play-offs
| Saison  | Team    | GP | GS | MPG | FG % | 3P % | FT % | RPG | APG | SPG | BPG | PPG |
| ------- | ------- | -- | -- | --- | ---- | ---- | ---- | --- | --- | --- | --- | --- |
| 2023–24 | Orlando | 2  | 0  | 5.5 | .429 | .000 | —    | 1.0 | 1.0 | 0.5 | 0.0 | 3.0 |
| Gesamt  | Gesamt  | 2  | 0  | 5.5 | .429 | .000 | —    | 1.0 | 1.0 | 0.5 | 0.0 | 3.0 |